# Lardier-et-Valença
Lardier-et-Valença ist eine französische Gemeinde im Département Hautes-Alpes in der Region Provence-Alpes-Côte d’Azur. Sie gehört zum Arrondissement Gap und zum Kanton Tallard.

## Geografie
Die Gemeindegemarkung wird im Süden vom Fluss Durance tangiert. Nördlich des Fließgewässers verlaufen die Autoroute A51 und der EDF-Kanal Canal de Sisteron. Die angrenzenden Gemeinden sind Sigoyer im Norden, Fouillouse im Nordosten, La Saulce im Südosten, Curbans im Süden und Vitrolles im Westen.

## Bevölkerungsentwicklung

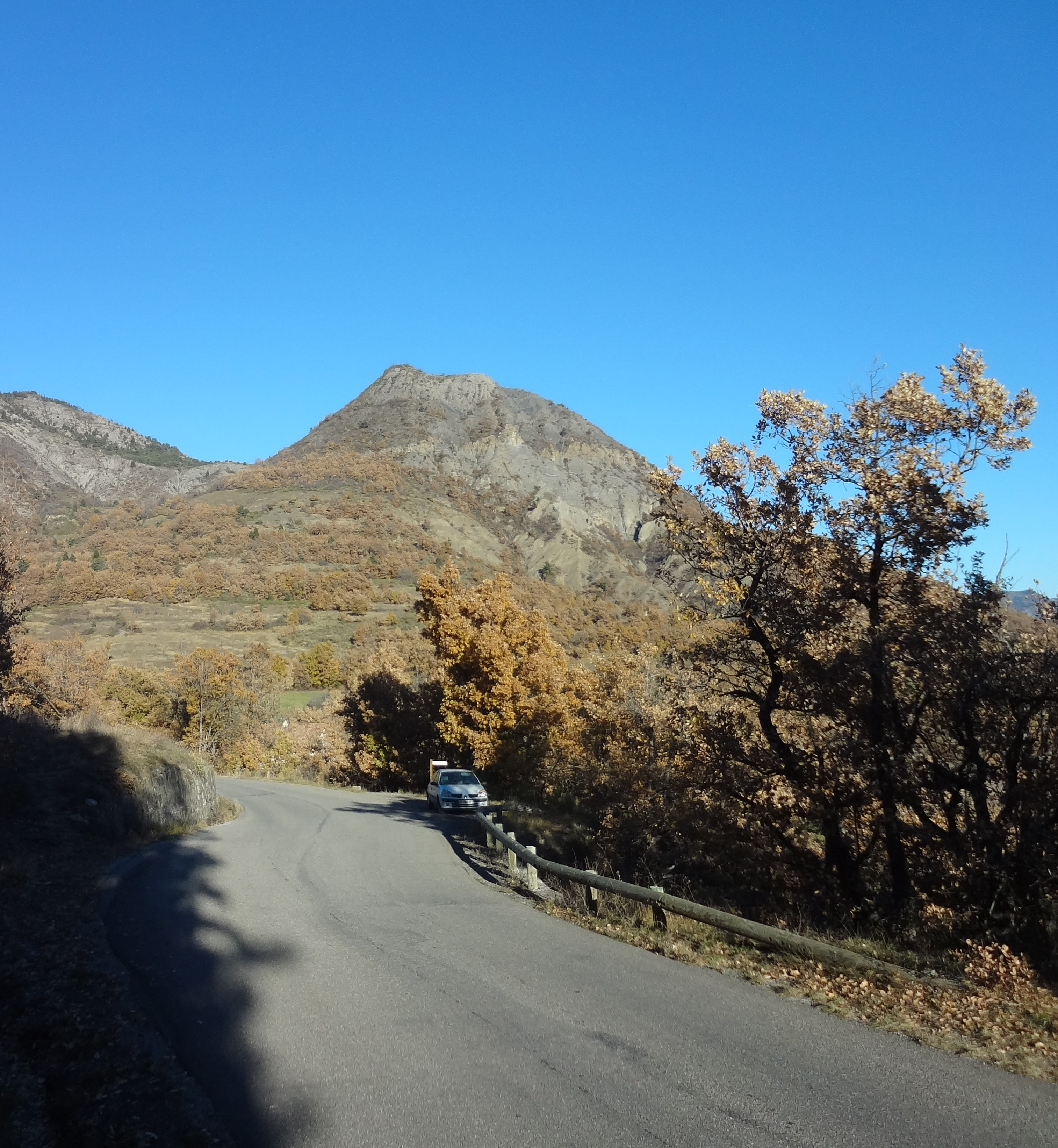
Sommet de Sainte-Croix, ein 1053 m hoher Berg

| Jahr      | 1962 | 1968 | 1975 | 1982 | 1990 | 1999 | 2006 | 2012 |
| --------- | ---- | ---- | ---- | ---- | ---- | ---- | ---- | ---- |
| Einwohner | 147  | 157  | 134  | 145  | 176  | 198  | 253  | 312  |